# پالت

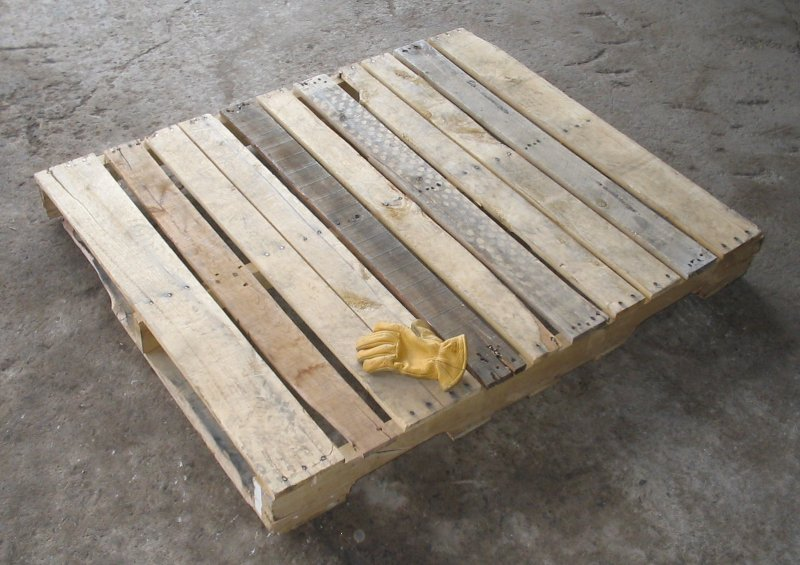
پالت چوبی کلاسیک، با دستکشی برای مقایسه اندازه

پالت (Pallet) یک سازهٔ معمولاً چوبی برای حمل و نقل است که حین حمل محصولات توسط لیفتراک، جک پالت، لودر، دستگاه‌های بالابر یا جرثقیل، از محصولات در یک ساختار پایدار پشتیبانی می‌کند. یک پالت، ساختار بنیادی یک واحد بار است که حمل و نقل و ذخیره‌سازی محصولات مختلف را میسر می‌کند. کالا یا محصولات قرار داده شده بر روی پالت اغلب با تسمه یا شرینک بسته‌بندی و حمل می‌شود. پس از اختراع پالت در قرن بیستم استفاده از آن به‌طور چشمگیری جایگزین انواع قدیمی‌تر جعبه‌های حمل و نقل شد.
پالت‌های کفی و جعبه‌های پالتی چوبی معمولاً برای بسته‌بندی مدرن و حمل و نقل محصولات فله‌ای مختلف توسط کانتینر استفاده می‌شود. همچنین حمل و جابه‌جایی بارها توسط لیفتراک را امکان‌پذیر می‌کند. در حالی که اکثر پالت‌ها چوبی هستند اما از پلاستیک، فلز، کاغذ و مواد بازیافتی و همچنین پرس‌وود یا نئوپان نیز ساخته می‌شوند. هر یک از این مواد، دارای مزایا و معایبی نسبت به دیگران هستند.

## بررسی اجمالی
کانتینرسازی استفاده از پالت‌ها را رونق داد زیرا کانتینرهای حمل و نقل دارای سطوح صاف و همواری هستند که برای جابه‌جایی آسان با آن‌ها، پالت لازم است. بسیاری از پالت‌ها می‌توانند بار ۱۰۰۰ کیلوگرمی (۲۲۰۵ پوند) را تحمل کنند. در سال ۲۰۲۰ حدود نیم میلیارد پالت ساخته شد. همچنین در حال حاضر حدود فقط دو میلیارد پالت در سراسر ایالات متحده در حال استفاده است.
پالت‌ها جابه‌جایی بارهای سنگین را آسان‌تر می‌کنند. بارهایی که زیر آن‌ها پالت قرار دارد را می‌توان با لیفتراک، لودر و کامیونها در اندازه‌های مختلف یا حتی توسط جک‌های پالت حمل کرد. بیشترین موارد استفاده از پالت‌ها در ساخت ساختمان‌های تجاری یا صنعتی است. اندازهٔ استاندارد و قابلیت عبور از درها و ساختمان‌های مختلف، جابه‌جایی را راحت‌تر می‌کند. به همین دلیل، برخی از استانداردهای سایز پالت برای عبور از درهای استاندارد طراحی شده‌اند، به عنوان مثال استاندارد پالت اروپایی (۸۰۰ میلی‌متر × ۱۲۰۰ میلی‌متر) و استاندارد پالت ارتش ایالات متحده ۳۵ در × ۴۵٫۵ اینچ (۸۹۰ میلی‌متر × ۱۱۶۰ میلی‌متر) است.
سازمان‌هایی که از پالت‌های استاندارد برای بارگیری و تخلیه استفاده می‌کنند، می‌توانند هزینه‌های بسیار کمتری برای جابه‌جایی و ذخیره‌سازی داشته باشند. شرکت‌های بزرگ و کوچک مختلفی هستند که از پالت استفاده می‌کنند. پالت برای حمل و جابه‌جایی قطعات کوچک همچون جواهرات و لباس تا قطعات بزرگ همچون اتومبیل کاربرد دارد. به عنوان مثال، توزیع‌کنندگان جواهرات و لباس معمولاً از پالت‌ها در انبارهای خود استفاده می‌کنند و خودروسازان از پالت برای جابه‌جایی قطعات موتور و لوازم یدکی استفاده می‌کنند.
البته فقدان یک استاندارد بین‌المللی واحد برای پالت‌ها باعث شده هزینه‌های زیادی در تجارت بین‌المللی صرف شود. یک استاندارد واحد به دلیل طیف گسترده‌ای از نیازها که یک پالت استاندارد باید برآورده کند دشوار است. عبور از درها، قرارگیری در کانتینرهای استاندارد و هزینه‌های کارگری پایین از این نمونه است. به عنوان مثال، سازمان‌هایی که از پالت‌های بزرگ استفاده می‌کنند، اغلب دلیلی برای پرداخت هزینه‌های مجدد برای استفاده از پالت‌های کوچک‌تر که دارای استاندارهای بین‌المللی باشد، نمی‌بینند.
پالت‌های سنگین نوعی بسته‌بندی قابل استفادهٔ مجدد هستند و برای چندین بار استفاده طراحی شده‌اند. پالت‌های سبک‌وزن برای یک بار استفاده طراحی شده‌اند. برخی از تأمین‌کنندگان پالت، پالت‌های قابل استفادهٔ مجدد را به کاربران عرضه می‌کنند گاهی با دستگاه‌های ردیابی یکپارچه. یک شرکت مدیریت پالت می‌تواند به تأمین، تمیز کردن، تعمیر و استفادهٔ مجدد از پالت‌ها کمک کند. در اتحادیهٔ اروپا و انگلستان، قوانین دولتی مبتنی بر دستورالعمل‌های محیط زیستی استفادهٔ مجدد از اقلام بسته‌بندی را به بازیافت و دفع ترجیح می‌دهد.

## استاندارد و مقررات

### ابعاد
پالت‌های چوبی معمولاً از سه یا چهار بند تشکیل شده‌اند که چندین تخته عرشه را پشتیبانی می‌کنند و کالاها در بالای آنها قرار می‌گیرند. در اندازه‌گیری پالت، عدد اول طول رشته و عدد دوم طول تخته عرشه است. پالت‌های مربعی یا تقریباً مربعی به بار کمک می‌کنند تا در برابر واژگونی مقاومت کند.
کاربران پالت می‌خواهند که پالت‌ها به راحتی از ساختمان‌ها عبور کنند، در قفسههای انبار قرار بگیرند، در دسترس لیفتراک‌ها و جک‌های پالت قرار گیرند و در انبارهای خودکار کار کنند. در ترابری هوایی، برای جلوگیری از واژگونی پالت‌ها باید در داخل کانتینرها نیز بسته شوند.
اگرچه برخی استانداردهای رایج و اصلی وجود دارد، اما هیچ استاندارد جهانی پذیرفته شده‌ای برای ابعاد پالت وجود ندارد. شرکت‌ها و سازمان‌ها از صدها اندازهٔ پالت مختلف در سراسر جهان استفاده می‌کنند. در حالی که هیچ استاندارد تک بعدی تولید پالت را کنترل نمی‌کند، چند اندازه مختلف به‌طور گسترده استفاده می‌شود

#### پالت‌های ISO
سازمان بین‌المللی استانداردسازی (ISO) شش ابعاد دقیق برای پالت‌ها بر اساس استاندارد ISO 6780 برای حمل و نقل بین قاره‌ای تعریف کرده‌است:
| ابعاد به میلی‌متر (W × L) | ابعاد به اینچ (W × L) | تلف کف ظرف ISO                  | منطقه                            |
| ------------------------ | --------------------- | ------------------------------- | -------------------------------- |
| ۱۰۱۶ × ۱۲۱۹              | ۴۰٫۰۰ × ۴۸٫۰۰         | ۳٫۷ درصد (۲۰ پالت در 40 ft ISO) | آمریکای شمالی                    |
| ۱۰۰۰ × ۱۲۰۰              | ۳۹٫۳۷ × ۴۷٫۲۴         | ۶٫۷٪                            | اروپا و آسیا؛ شبیه به ۴۰" × ۴۸". |
| ۱۱۶۵ × ۱۱۶۵              | ۴۵٫۹ × ۴۵٫۹           | ۸٫۱٪                            | استرالیا                         |
| ۱۰۶۷ × ۱۰۶۷              | ۴۲٫۰۰ × ۴۲٫۰۰         | ۱۱٫۵٪                           | شمال آمریکا و اروپا و آسیا       |
| ۱۱۰۰ × ۱۱۰۰              | ۴۳٫۳۰ × ۴۳٫۳۰         | ۱۴٪                             | آسیا                             |
| ۸۰۰ × ۱۲۰۰               | ۳۱٫۵۰ × ۴۷٫۲۴         | ۱۵٫۲ درصد                       | اروپا؛ متناسب با بسیاری از درگاه |

#### پالت‌های آمریکای شمالی
از میان پالت‌های برتر مورد استفاده در آمریکای شمالی، رایج‌ترین پالت مورد استفاده، پالت انجمن تولیدکنندگان مواد غذایی (GMA) است که ۳۰ درصد از کل پالت‌های چوبی جدید تولید شده در ایالات متحده را تشکیل می‌دهد. استاندارد ISO پالت GMA را به عنوان یکی از شش اندازه استاندارد خود می‌شناسد.
| ابعاد mm (W × L) | ابعاد (W × L) | تولید رتبه | صنایع مورد استفاده                           |
| ---------------- | ------------- | ---------- | -------------------------------------------- |
| ۱۰۱۶ × ۱۲۱۹      | ۴۰ × ۴۸       | ۱          | مواد غذایی و بسیاری دیگر                     |
| ۱۰۶۷ ×۱۰۶۷       | ۴۲ × ۴۲       | ۲          | ارتباطات از راه دور، رنگ،                    |
| ۱۲۱۹ × ۱۲۱۹      | ۴۸ × ۴۸       | ۳          | درام                                         |
| ۱۲۱۹ × ۱۰۱۶      | ۴۸ × ۴۰       | ۴          | نظامی سیمان                                  |
| ۱۲۱۹ × ۱۰۶۷      | ۴۸ × ۴۲       | ۵          | شیمیایی و آشامیدنی                           |
| ۱۰۱۶ × ۱۰۱۶      | ۴۰ × ۴۰       | ۶          | لبنی                                         |
| ۱۲۱۹ × ۱۱۴۳      | ۴۸ × ۴۵       | ۷          | خودرو                                        |
| ۱۱۱۸ × ۱۱۱۸      | ۴۴ × ۴۴       | ۸          | درام شیمیایی                                 |
| ۹۱۴ × ۹۱۴        | ۳۶ × ۳۶       | ۹          | نوشیدنی                                      |
| ۱۲۱۹ × ۹۱۴       | ۴۸ × ۳۶       | ۱۰         | نوشیدنی زونا، بسته‌بندی کاغذ                  |
| ۸۸۹ × ۱۱۵۶       | ۳۵ × ۴۵٫۵     | ناشناخته   | نظامی 1⁄2 ISO ظرف متناسب با ۳۶" استاندارد دَر |
| ۱۲۱۹ × ۵۰۸       | ۴۸ × ۲۰       | ناشناخته   | خرده فروشی                                   |

#### پالت‌های اروپایی (یورویی)

پالت اروپایی

| یورو یورو ۱       | ISO1 همان اندازه به عنوان EUR |
| یورو ۲            | ISO2                          |
| یورو ۳            |                               |
| یورو ۶            | ISO0 نیمی از اندازه از یورو   |
| چهارم حجم EUR     |                               |
| یک‌هشتم اندازه EUR |                               |

#### پالت‌های استاندارد استرالیا
پالت استاندارد استرالیا یک اندازه پالت است که معمولاً در استرالیا یافت می‌شود. این پالت، یک پالت مربعی است که در اصل از چوب سخت با ابعاد ۱۱۶۵ × ۱۱۶۵ میلی‌متر (۴۵٫۸۷ در ۴۵٫۸۷ اینچ) ساخته شده‌است که کاملاً در واگن‌های راه‌آهن استرالیا قرار می‌گیرد. این پالت‌ها برای کانتینرهای حمل و نقل ISO استاندارد ۲۰ فوت (۶٫۱ متر) و ۴۰ فوت (۱۲ متر) که در سراسر جهان استفاده می‌شوند، مناسب نیستند.
پالت‌های استاندارد استرالیا معمولاً از چوب سخت تولید می‌شوند، اما پالت‌های ۱۱۶۵ × ۱۱۶۵ میلی‌متری را می‌توان با استفاده از چوب سبک‌تر و مناسب برای استفاده به عنوان پالت‌های یک‌بار مصرف با استفاده از تخته‌های ۱۶ میلی‌متری تولید کرد. این پالت‌ها که به‌طور گسترده در انبارداری استفاده می‌شوند، پالت‌های محبوبی برای قفسه‌بندی هستند.
قدمت پالت استاندارد استرالیا به جنگ جهانی دوم برمی‌گردد، در حالی که کانتینرهای ISO مربوط به اواخر دههٔ ۱۹۵۰ هستند. این پالت‌ها مربع هستند و فضای کمتری را نسبت به سایر پالت‌ها از جمله پالت GMA اشغال می‌کنند. در سال ۲۰۱۰ در استرالیا مقررات چوب بسته‌بندی مواد ISPM 15 به تصویب رسید که در سطح جهانی پذیرفته شد. (تا پیش از آن از چوبی سخت و گران‌تر استفاده می‌شد).

### سازمان‌های استانداردسازی
برخی از سازمان‌ها و انجمن‌های مختلف در سراسر جهان وجود دارد که برای ایجاد و انتشار استانداردهایی برای پالت‌ها تلاش می‌کنند. برخی تلاش می‌کنند تا استانداردهای جهانی برای ابعاد پالت، انواع مواد مورد استفاده در ساخت و ساز، استانداردهای عملکرد و روش‌های آزمایش ایجاد کنند. سازمان‌های مختلفی نیز بر روی استانداردهای پالت برای یک صنعت خاص (مانند مواد غذایی) یا نوع مواد (مانند چوب) تمرکز می‌کنند.

#### استاندارد کمیتهٔ فنی ISO ۵۱: روش بارگیری پالت برای جابه‌جایی مواد
کمیتهٔ فنی ISO 51 دامنه استاندارد خود را این‌گونه بیان می‌کند «استانداردسازی پالت‌ها در استفادهٔ عمومی به شکل سکوها یا سینی‌هایی است که کالاها را می‌توان روی آن‌ها بسته‌بندی کرد تا بارهای واحد را برای جابه‌جایی توسط دستگاه‌های مکانیکی تشکیل دهند». کمیتهٔ فنی در ارتباط با سایر کمیته‌های فنی متمرکز بر زیرساخت‌های حمل و نقل برای توسعهٔ استانداردهای مرتبط کار می‌کند. TC 51 مسئول توسعهٔ استاندارد ISO 6780 است: پالت‌های مسطح برای جابه‌جایی بین قاره‌ای مواد - ابعاد و تلرانسهای اصلی و همچنین شانزده استاندارد دیگر مربوط به ساخت و آزمایش پالت.

#### استاندارد انجمن ملی پالت چوبی و کانتینر
انجمن ملی پالت چوبی و کانتینر یک سازمان تجاری مستقر در ایالات متحده است که منافع تولیدکنندگان پالت و ظروف چوبی را نمایندگی می‌کند. این انجمن مأموریت خود را ایجاد پالت‌های سازگار با محیط زیست می‌داند و به دنبال راه حل مقرون به صرفه برای رفع نیازهای مشتریان است. هدف این انجمن توسعه و طراحی سیستم پالت (PDS) است که به کاربران اجازه می‌دهد برای توسعه و تجزیه و تحلیل پالت از این طرح استفاده کنند.

#### استاندارد وزارت دفاع ایالات متحده، وزارت نیروی دریایی، فرماندهی سامانه‌های دریایی
این سازمان استاندارد پالت MIL-STD-1660 را برای ارتش ایالات متحده و برخی از متحدانش رعایت می‌کند.
وزارت دفاع آمریکا معمولاً از پالت‌های ۴۰ در ۴۸ اینچ (۱٬۰۱۶ میلی‌متر × ۱٬۲۱۹ میلی‌متر) استفاده می‌کند. وزن قابل تحمل این پالت‌ها کمتر از ۴۰۰۰ پوند (۱۸۱۴ کیلوگرم) است، ضدآب هستند و ارتفاع آن‌ها ۱۶ فوت (۴٫۸۸ متر) است.

#### کمیتهٔ اروپایی استانداردسازی (Comité Européen de Normalisation)
علاوه بر استانداردهای بیان شده، کمیتهٔ استانداردسازی اروپا با نام (CEN) نیز وجود دارد که استانداردهای مخصوص به خود را برای پالت‌ها بیان می‌کند. درحالی‌که این استانداردها ماهیتی داوطلبانه دارند، بسیاری از شرکت‌ها و سازمان‌های مرتبط با حمل و نقل، آن‌ها را پذیرفته‌اند. استاندارد اصلی پالت‌های تولید شده توسط CEN ICS: 55.180.20 پالت‌های عمومی است.

### حفاظت از محیط زیست و گیاهان
با توجه به کنوانسیون بین‌المللی حفاظت از محیط زیست IPPC، بیشتر پالت‌های ارسال شده از مرزهای ملی باید از موادی ساخته شوند که ناقل گونه‌های مهاجم حشرات و بیماری‌های گیاهی نباشند. استانداردهای این پالت‌ها در ISPM 15 مشخص شده‌است.
پالت‌های ساخته شده از چوب خام و تصفیه نشده با استاندارد ISPM 15 مطابقت ندارند. برای انطباق پالت‌ها (یا سایر مواد بسته‌بندی چوبی) باید استانداردهای گندزدایی را رعایت کنند و باید با یکی از روش‌های زیر تحت نظارت یک آژانس بهداشتی تأیید شده باشند:
- عملیات حرارت‌دهی چوب: در این روش باید دمای هستهٔ پالت حداقل به ۵۶ درجهٔ سانتیگراد رسیده و به مدت ۳۰ دقیقه گرم شود. پالت‌هایی که با این روش قابل حرارت‌دهی هستند، حروف اول HT را در نزدیکی نشان IPPC دارند.
- بخور شیمیایی چوب: در این روش باید پالت با متیل بروماید بخور شود. پالت‌هایی که با این روش پردازش می‌شوند، حروف اول MB را در نزدیکی نشان‌وارهٔ IPPC دارند. البته از ۱۹ مارس ۲۰۱۰ استفاده از متیل بروماید به عنوان یک عامل بهداشتی طبق ISPM15 در تمام کشورهای عضو اتحادیهٔ اروپا ممنوع شده‌است.[۱۳] این مسئله به‌دلیل ایجاد آسیب احتمالی به لایهٔ ازون استراتوسفر زمین است.

پالت‌های چوبی گندزدایی شده باید در دو طرف آن مُهر داشته باشد. مهر HT برای عملیات حرارتی و همچنین مُهر MB برای عملیات متیل بروماید است. پالت‌های ساخته شده از مواد غیر چوبی مانند فولاد، آلومینیوم، پلاستیک یا چوب صنعتی مانند پرس وود، تخته سه‌لا، تختهٔ رشته‌ای جهت‌دار یا تختهٔ فیبر موج‌دار نیازی به تأییدیهٔ IPPC ندارند و از مقررات ISPM 15 مستثنی هستند. 

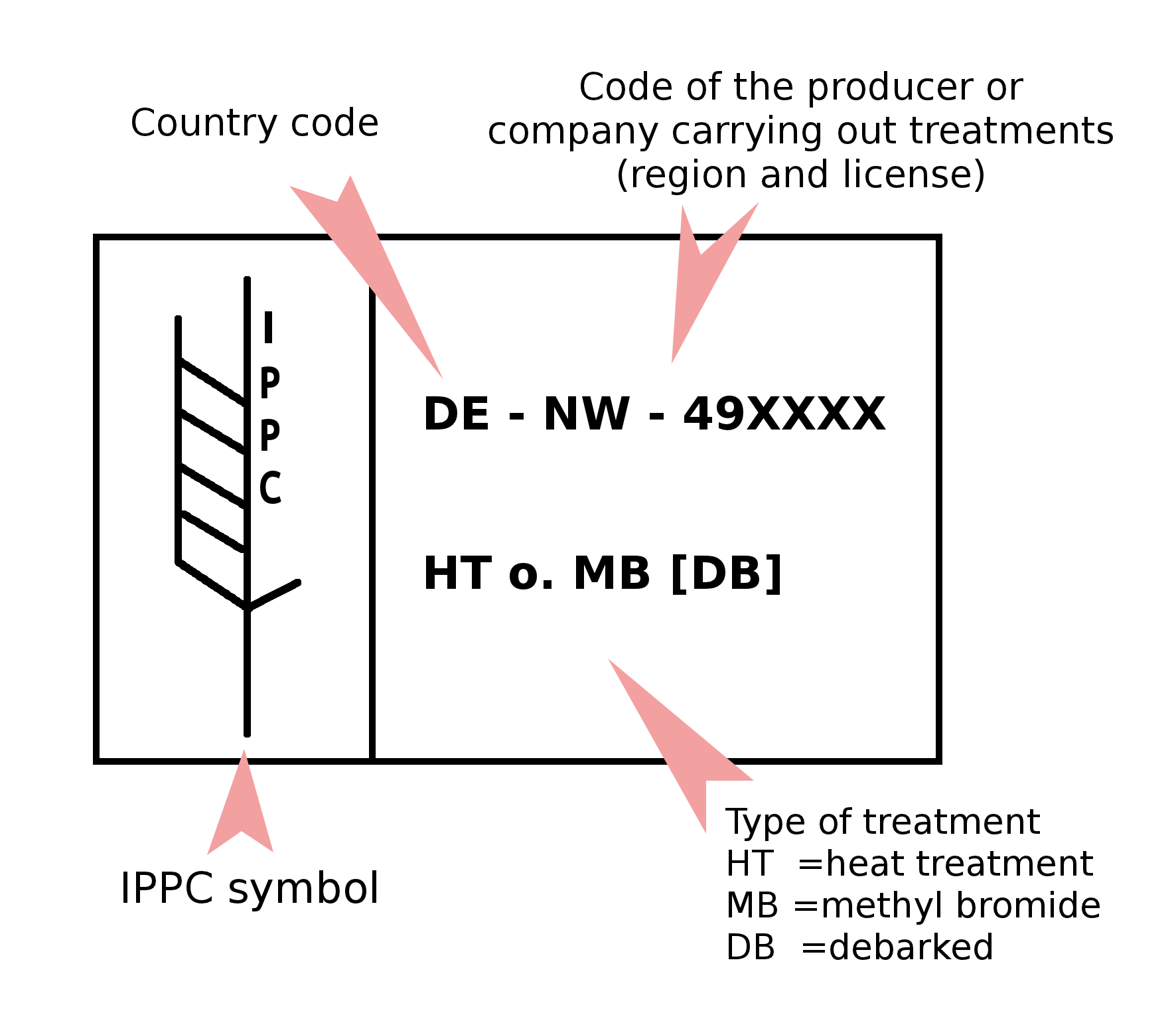
علائم IPPC در یک پالت از آلمان

## پالت از نظر ساخت و ساز

### انواع پالت از نظر ظاهر و ساختار

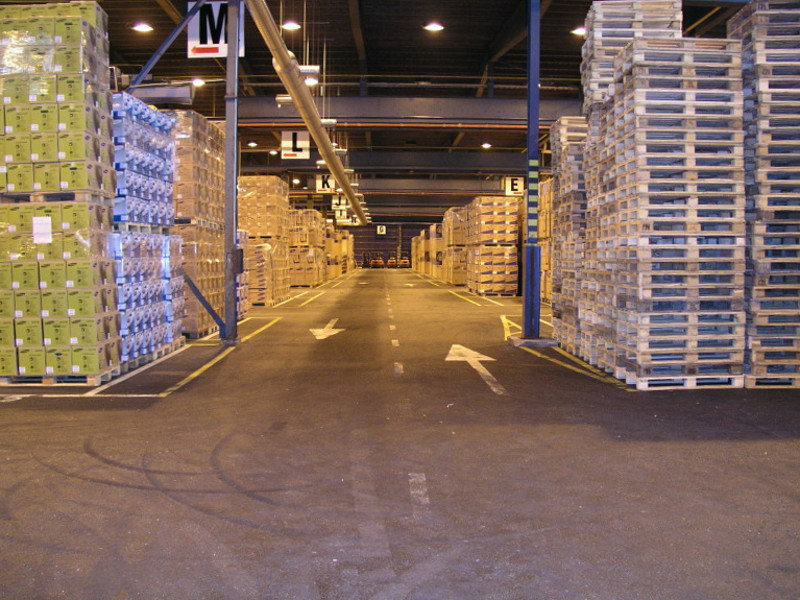
پالت‌های مورد استفاده در یک انبار در فنلاند.

اگرچه پالت‌ها در اندازه‌ها و پیکربندی‌های مختلف وجود دارند، اما به‌طور کلی همه پالت‌ها به دو دسته اصلی تقسیم می‌شوند: پالت‌های "stringer" و پالت‌های "block". بسته‌های نرم‌افزاری مختلفی برای کمک به پالت‌ساز در طراحی پالت مناسب برای یک بار خاص و ارزیابی گزینه‌های چوب برای کاهش هزینه‌ها وجود دارد.

#### پالت Stringer
پالت استرینگر یکی از مدل‌های اصلی پالت چوبی است. در این نوع پالت از یک قاب که از سه یا چند قطعه الوار موازی (به نام ریسمان) تشکل شده، استفاده می‌کنند. سپس تخته‌های عرشه بالایی به رشته‌ها چسبانده می‌شوند تا ساختار پالت ایجاد شود. پالت‌های استرینگر می‌توانند دارای یک بریدگی در کناره‌ها باشند که اجازه ورود «چهار طرفه» را می‌دهد. لیفتراک‌ها می‌توانند یک پالت رشته‌ای را از هر چهار جهت بلند کنند، اگرچه بلند کردن توسط رشته‌ها ایمن‌تر است. پالت‌های استرینگر می‌توانند هم از چوب و هم از پلاستیک ساخته شوند.

#### بلوک پالت
بلوک پالت به‌طور معمول قوی‌تر از پالت استرینگر است. پالت‌های بلوکی از هر دو رشتهٔ موازی و عمود برهم استفاده می‌کنند تا جابه‌جایی کارآمدتر را به وجود بیاورد. پالت بلوک به عنوان پالت «چهار طرفه» نیز شناخته می‌شود، زیرا می‌توان از جک پالت از هر طرف برای حرکت آن استفاده کرد.

#### محیط پایهٔ پالت
همه پالت‌های استرینگر و برخی از پالت‌های بلوک دارای «پایه‌های یک‌طرفه» هستند، یعنی تخته‌های پایینی که در یک جهت قرار دارند. در حالی که تجهیزات جابه‌جایی خودکار را می‌توان برای این کار طراحی کرد، اما اگر لبه‌های پایینی پالت دارای تخته‌های پایینی باشد که در هر دو جهت قرار دارند، اغلب می‌توانند سریعتر و موثرتر عمل کنند. به عنوان مثال، ممکن است نیازی به چرخاندن پالت برای قفسه بندی نداشته باشد و عملکرد آن نسبت به جهت‌گیری پالت حساسیت کمتری دارد.

#### بهبود کیفیت
کم‌هزینه‌ترین راه برای بهبود عملکرد پالت معمولاً توجه کردن به ناخن‌های جک پالت و لیفتراک است. در پالت‌های غیر چوبی، ضریب اصطکاک کنترل شده اغلب برای جلوگیری از لیز خوردن پالت از چنگال‌ها و قفسه‌ها مفید است. پالت‌های سفت‌تر دوام بیشتری دارند و با تجهیزات خودکار راحت‌تر جابه‌جا می‌شوند. اگر نیازی به بلند کردن پالت از چهار طرف نباشد، می‌توان از پالت‌های دو طرفه با رشته‌های بدون بریدگی استفاده کرد. بازرسی پالت‌ها، چه به صورت حضوری و چه توسط شخص ثالث (مانند پالت‌های بازرسی شده "SPEQ") تضمین بیشتری از کیفیت ارائه می‌دهد.

### انواع پالت از نظر جنس و مواد

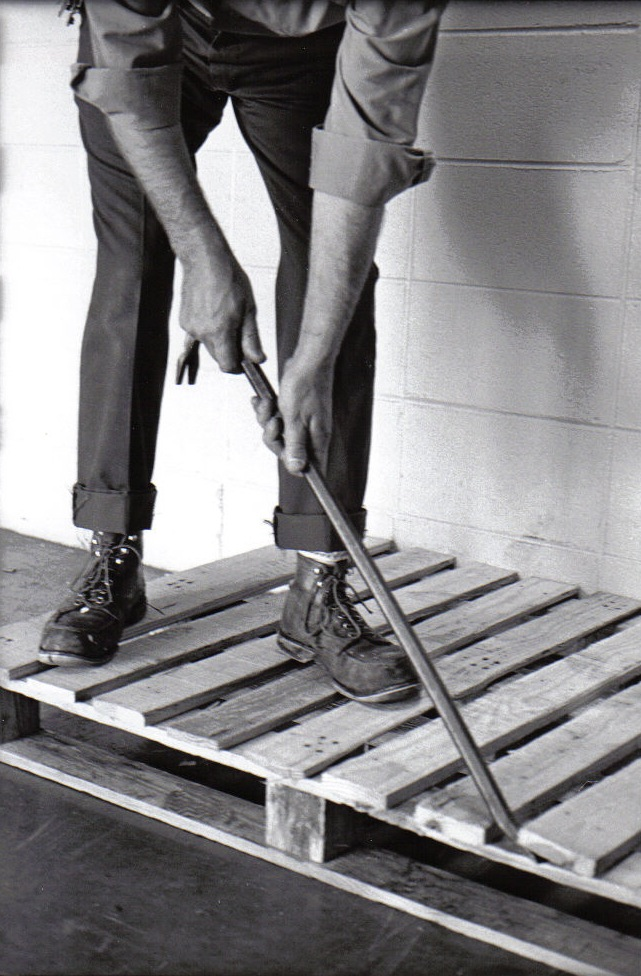
پالت چوبی در حال برچیده شدن

#### پالت چوبی
ارزان‌ترین پالت‌ها، پالت چوبی ساخته شده از چوب نرم هستند که اغلب بعد از مصرف و در پایان سفر با دیگر عناصر بسته‌بندی دور انداخته می‌شود. این پالت‌ها پالت‌های استرینگر ساده هستند و می‌توانند از دو طرف بلند شوند. پالت‌های پرس وود نیز معمولاً چند بار مورد استفاده قرار می‌گیرند.
پالت‌های بلوک با چوب سخت، پالت‌های پلاستیکی و پالت‌های فلزی کمی پیچیده‌تر هستند. این پالت‌های گران‌تر بوده و معمولاً به فرستنده بازگردانده می‌شوند یا در صورت استفاده مجدد فروخته می‌شوند. بسیاری از پالت‌های «چهار طرفه» با توجه به بارهایی که می‌توانند تحمل کنند و سایر ویژگی‌ها، کد رنگی دارند.
پالت‌های چوبی می‌توانند خطرات زیستی جدی داشته باشند زیرا مستعد آلودگی باکتریایی و شیمیایی هستند، مانند مشکلات E. coli در غذا و حمل و نقل، [نیازمند منبع] و حتی هجوم حشرات، و بنابراین نیاز به ISPM 15.

#### پالت کاغذی
پالت‌های کاغذی که به آن‌ها اکوپالت نیز گفته می‌شود، اغلب برای بارهای سبک استفاده می‌شود، اما پالت‌های کاغذی مهندسی شده به دلیل شکل طراحی مقاوم برای بارهایی که با چوب حمل می‌شوند نیز استفاده می‌شود. پالت‌های کاغذی در مواردی که بازیافت و دفع آسان آن مهم است استفاده می‌شود. طرح‌های جدید اکوپالت‌ها تنها از دو قطعه تخت تخته راه راه (بدون چسب / منگنه) و وزن آن فقط ۴٫۵ کیلوگرم (۹٫۹ پوند) ساخته شده‌اند که باعث صرفه‌جویی چشمگیری در حمل و نقل می‌شود.
پالت‌های اکوپالت نیز از ISPM 15 مستثنی هستند، و ورقه‌های بخور و مانع «لغزش» را نفی می‌کنند. پالت کاغذی تمیزتر، ایمن تر و جایگزینی سازگار با محیط زیست برای سایر انواع پالت است. برخی از پالت‌های راه راه مهندسی شده ارتفاع کاهش یافته قابل توجهی را ارائه می‌دهند و هزینه حمل و نقل را کاهش می‌دهند. پالت‌کامیون‌های دستی با مشخصات پایین اجازه می‌دهند تا پالت‌های کم‌تر از ۲۵ میلی‌متر را بردارید.

#### پالت پلاستیکی
اغلب از پلاستیک HDPE جدید یا بازیافت پلی‌اتیلن ترفتالات (بطری نوشابه) ساخته می‌شود. پالت پلاستیکی معمولاً بسیار بادوام هستند، برای صد سفر یا بیشتر دوام می‌آورند و در برابر هوازدگی، پوسیدگی و مواد شیمیایی و خوردگی مقاومت بالایی دارند.
از مزایای پالت‌های پلاستیکی نسبت به پالت‌های چوبی می‌توان به قابلیت ضدعفونی آسان، مقاومت در برابر بو، مقاوم در برابر آتش، طول عمر بیشتر، دوام و محافظت بهتر از محصول، عدم پارگی و وزن سبک‌تر، در نتیجه صرفه‌جویی در هزینه‌های حمل و نقل و نیروی کار اشاره کرد. همین موارد این پالت را ایمن‌تر و سازگارتر با محیط زیست می‌کند. پالت‌های پلاستیکی از بازرسی برای نگرانی‌های ایمنی زیستی معاف هستند و به راحتی برای حمل و نقل بین‌المللی ضدعفونی می‌شوند. HDPE به بیشتر اسیدها و مواد شیمیایی سمی غیرقابل نفوذ بوده و پاک کردن آن‌ها آسان است.
برخی از پالت‌های پلاستیکی اگر برای نگهداری بارهای سنگین برای مدت طولانی استفاده شوند، می‌توانند از خزش پلاستیکی فرو بریزند. پالت‌های پلاستیکی را نمی‌توان به راحتی تعمیر کرد و می‌تواند ده برابر گران‌تر از چوب‌های سخت باشد. بنابراین اغلب توسط ارائه‌دهندگان خدمات لجستیکی استفاده می‌شوند که می‌توانند از دوام و قابلیت انباشتگی آن‌ها سود ببرند.
امروزه پالت های پلاستیکی دست دوم موجود هستند که برخی خریداران به دلیل قیمت مناسب به سراغ آنها می روند در حالیکه برخی از صنایع مانند صنعت غذایی که رعایت بهداشت در آنها ضروری است ممکن است با استفاده از پالت های دست دوم پلاستیکی باعث انتقال  آلودگی در زنجیره تامین می شوند و همچنین این نوع پالت های پلاستیکی فاقد شناسنامه هستند و نوع مواد اولیه به کار برده در تولید پالت ها مشخص نیست.
زنجیره‌های تأمین بزرگ استفاده از پالت‌های پلاستیکی را افزایش داده‌است زیرا بسیاری از سازمان‌ها به دنبال کاهش هزینه‌ها از طریق کاهش زباله، حمل و نقل و بهداشت و ایمنی هستند. پالت‌ها و دالی‌ها را می‌توان با هم ترکیب کرد (به عنوان مثال Pally),
آن‌ها همچنین با کاهش مدیریت زنجیرهٔ تأمین، صرفه‌جویی قابل توجهی در زمان و هزینه دارند. قابلیت استفادهٔ مجدد و بازیافت پلاستیک‌ها به افزایش استفاده از پالت‌های پلاستیکی کمک کرده‌است. پالت‌های پلاستیکی به‌طور گسترده در ایالات متحده و اروپا تولید و مورد استفاده قرار می‌گیرند که مورد پذیرش ISPM 15 است. مقایسه کامل چوب در مقابل پلاستیک را می‌توان با تجزیه و تحلیل چرخهٔ عمر انجام داد. همچنین تراشه‌های RFID را می‌توان در پالت‌های پلاستیکی برای نظارت بر مکان و ردیابی موجودی قالب‌گیری کرد. شش نوع اصلی از فرآیندهای پلاستیکی وجود دارد که برای تولید پالت‌ها استفاده می‌شود:
- قالب‌گیری تزریق فشار بالا
- قالب‌گیری فوم ساختاری
- ترموفرمینگ
- قالب‌گیری فشاری
- قالب‌گیری چرخشی
- اکستروژن پروفیل

#### پالت پرِس وود
از انواع جدیدتر پالت است که به وسیله چوب‌های بازیافتی، شاخ و برگ درختان ساخته می‌شود. در ابتدا شاخ و برگ درختان خشک شده و به قطعات کوچک تبدیل می‌شود. سپس محصول به دست آمده با چسب‌های مخصوص ترکیب شده و در قالب‌های پرس گرم قرار می‌گیرد تا شکل پالت به خود بگیرد. این نوع پالت به دلیل این‌که آسیب کمتری به درختان می‌زند و برای تولید آن درخت تازه‌ای قطع نمی‌شود، مورد توجه دوست‌داران محیط زیست قرار گرفته‌است.

#### پالت آلومینیومی
پالت آلومینیوم قوی‌تر از چوب یا پلاستیک است و همچنین سبک‌تر از فولاد بوده در برابر آب، پوسیدگی، خوردگی و.. مقاومت بیشتری دارد. از پالت آلومینیومی گاهی برای حمل و نقل هوایی، ذخیره‌سازی و ماندن طولانی مدت در هوای آزاد، حمل و نقل دریایی و همچنین حمل و نقل نظامی استفاده می‌شود.

## نگارخانه

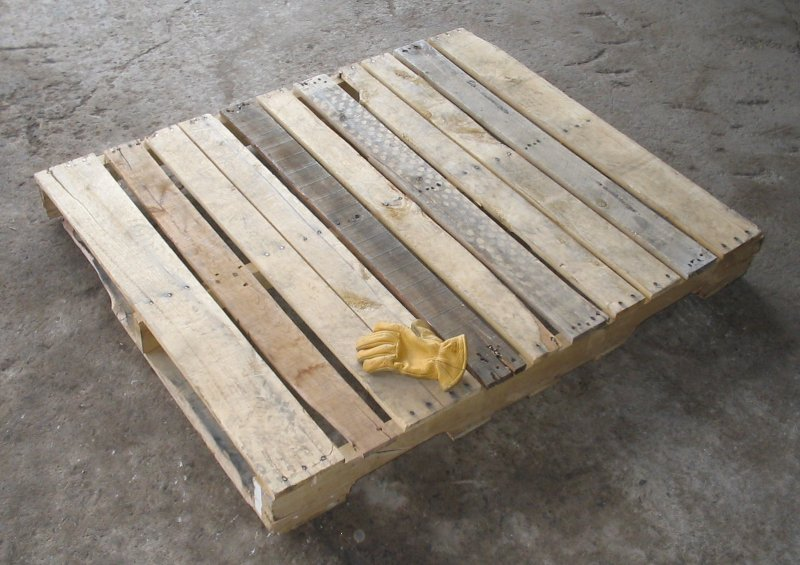
پالت چوبی کلاسیک
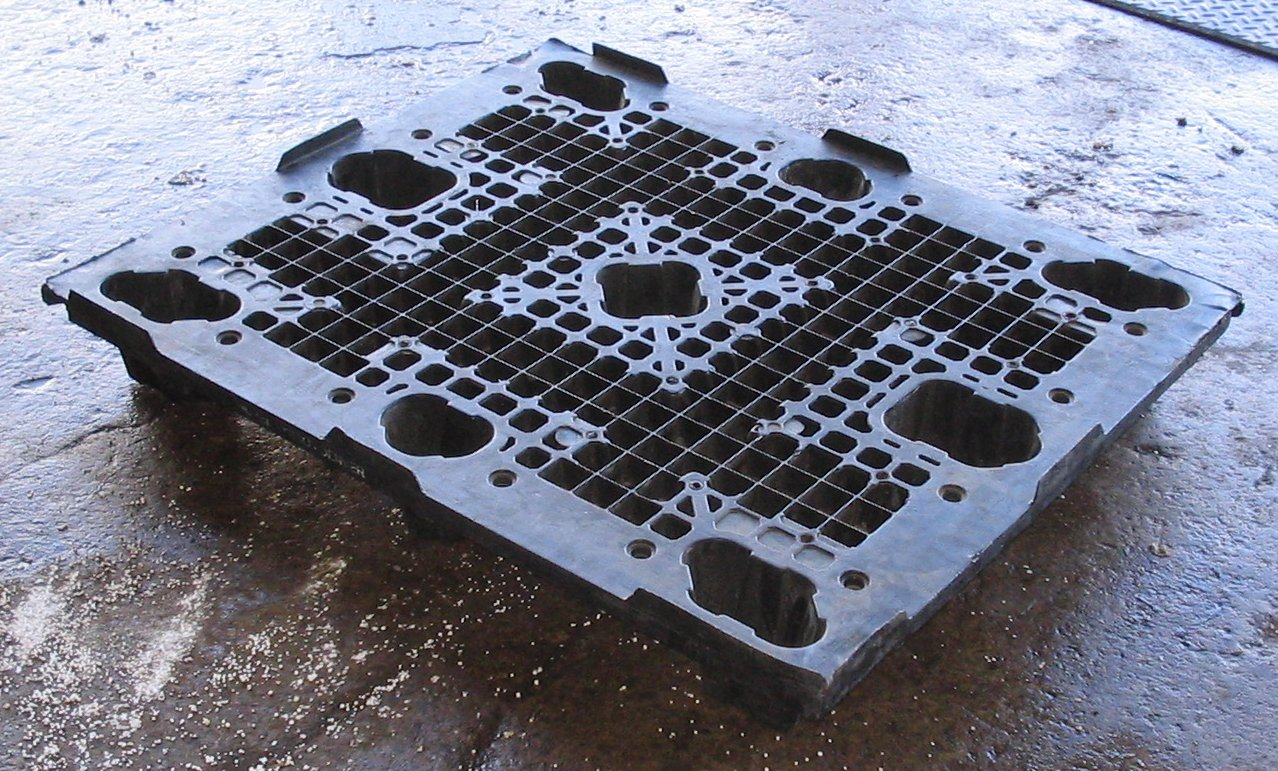
یک پالت پلاستیکی ۹ پایه، که می‌تواند از هر چهار طرف برداشته شود
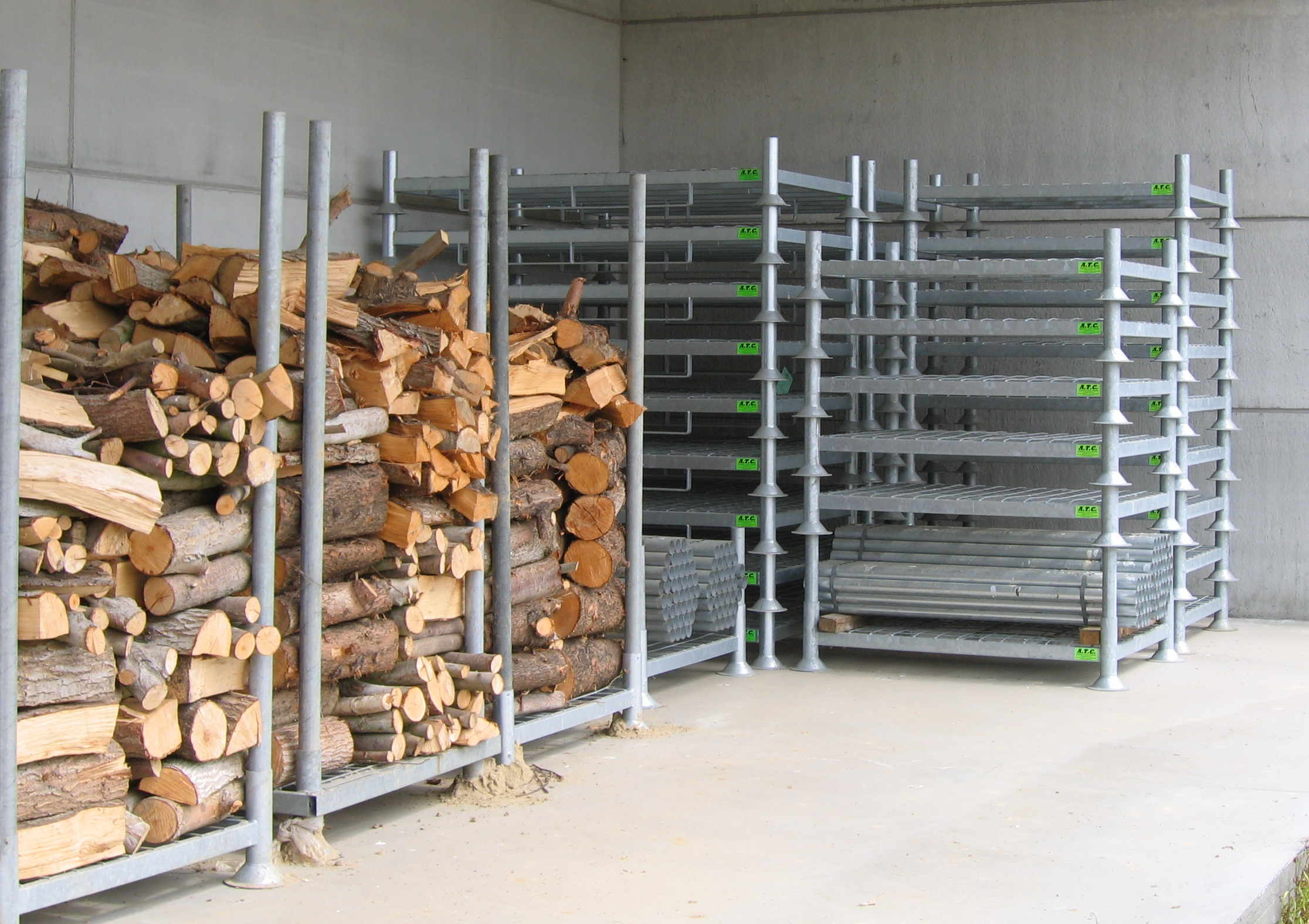
پالت فلزی با امکان جابه‌جایی تیرها، در این مورد برای هیزم
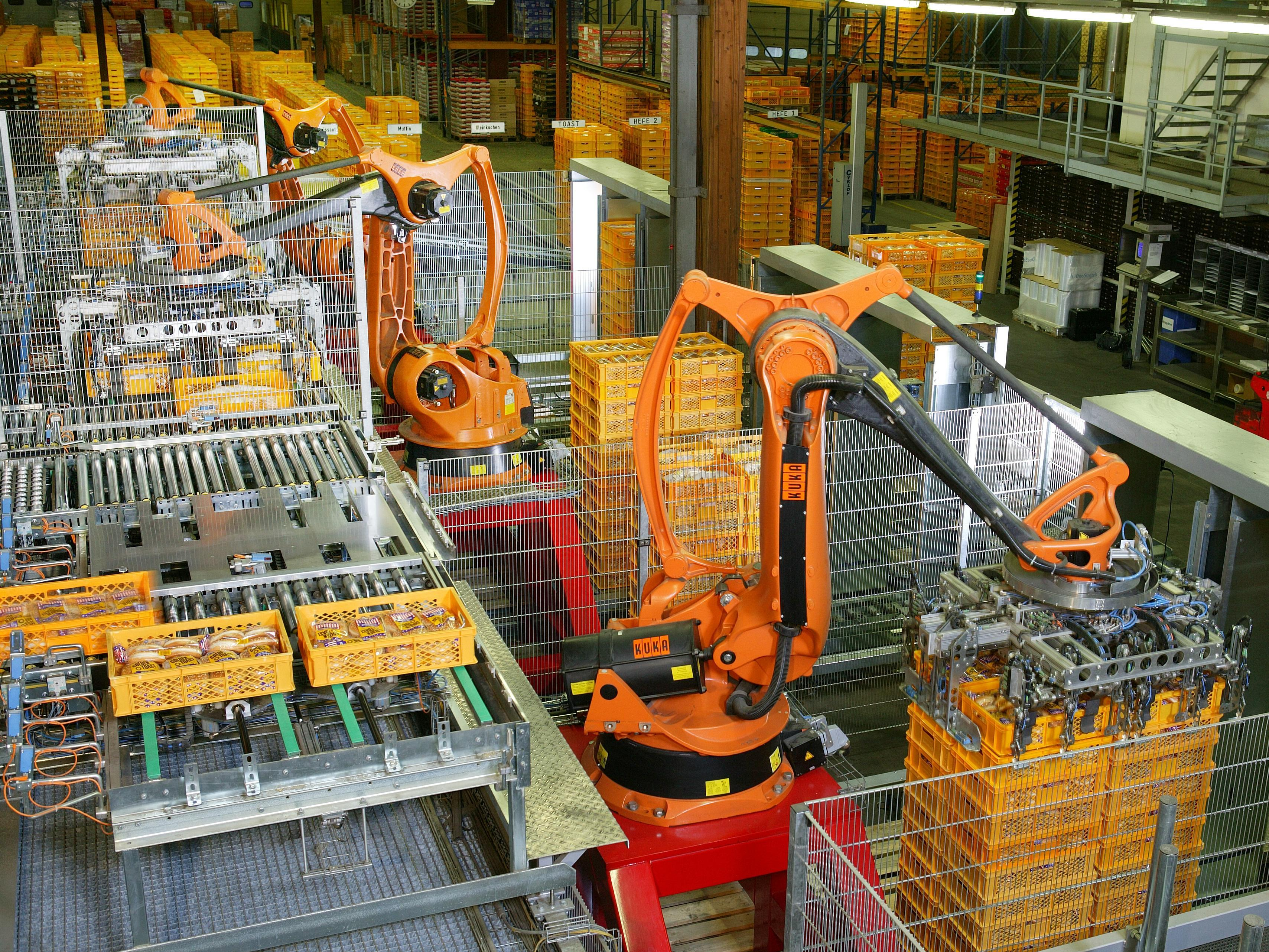
پالتایزینگ خودکارنان صنعتی توسط ربات‌های کا یو کآ در یک نانوایی صنعتی در آلمان
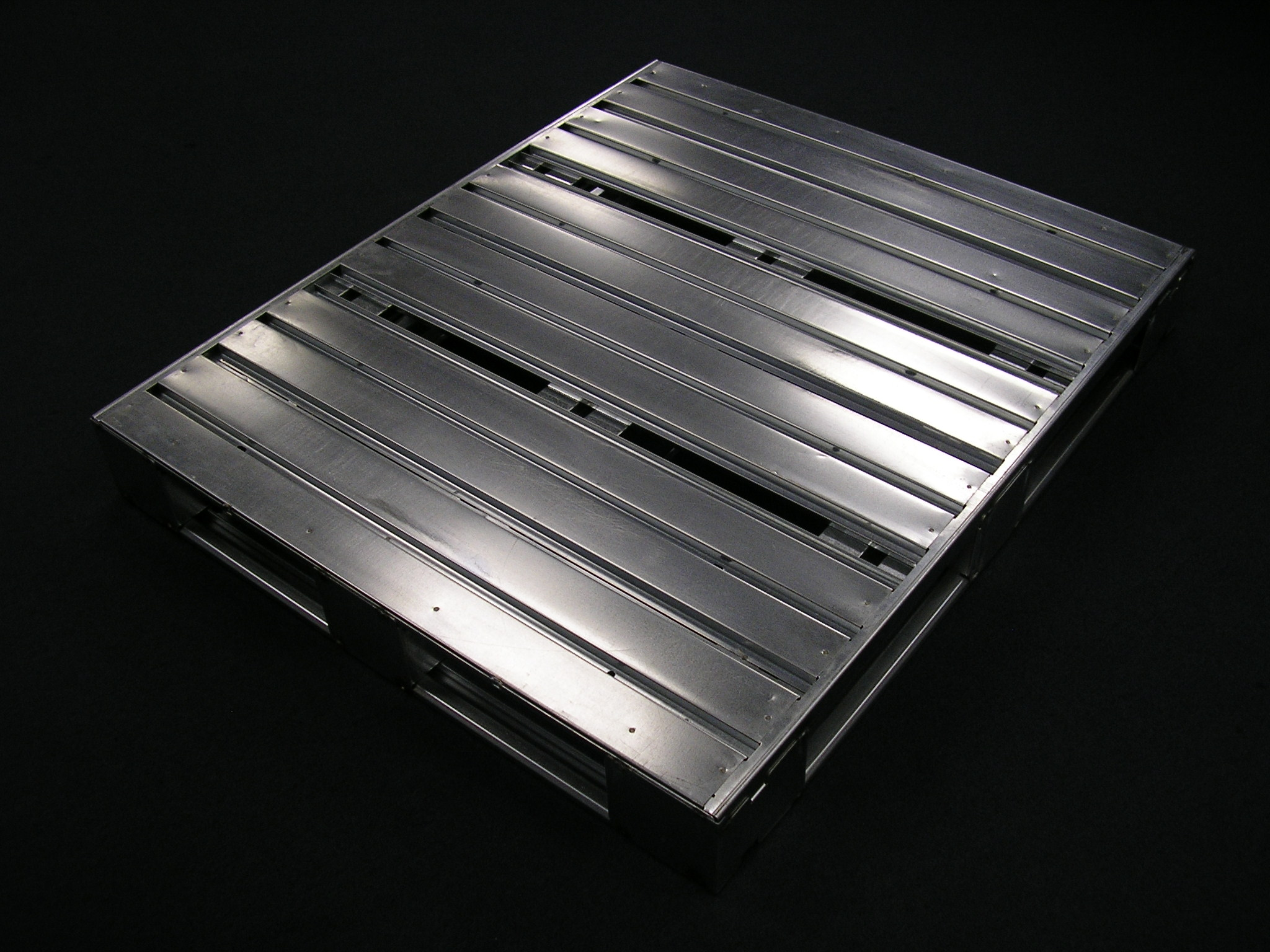
پالت فلزی گالوانیزه ۴۸" × ۴۰". پالت‌های فولادی گالوانیزه نسوز و مقاوم در برابر زنگ‌زدگی هستند.